# Marthe Goossens
Marthe Goossens, née le 4 mai 2002 à Anvers, est une coureuse cycliste belge, spécialisée dans le BMX, le cyclisme sur route et le cyclo-cross.

## Biographie
Marthe Goossens a commencé à faire du vélo dès l'âge de 4 ans, d'abord sur son BMX et a continué dans cette discipline jusqu'à l'âge de 18 ans. Lors de la pandémie de Covid-19, les compétitions de BMX étant toutes annulées, elle s'oriente vers le cyclisme sur route. Elle a connu de grand succès en BMX, devenant championne du monde en 2014 de sa catégorie, à l'âge de 12 ans. Au cours de sa carrière de BMX, elle remporte également l'argent et le bronze aux championnats du monde, ainsi que 5 fois le titre de championne d'Europe.
Sur route, elle court d'abord, la saison 2021, pour l'équipe De Sprinters Malderen, et après une 15e place sur Binche-Chimay-Binche, elle signe un premier contrat dans une équipe continentale auprès de l'équipe Multum Accountants-LSK pour la saison 2022. Elle s'illustre notamment avec une 5e place sur À travers le Hageland.
Pour la saison 2023, elle rejoint l'équipe AG Insurance. En fin de saison elle est sélectionnée pour représenter la Belgique lors des championnats du monde.

## Palmarès sur route

### Par années
- 2023
  - 2e du championnat de Belgique sur route
  - 2e du championnat de Belgique du contre-la-montre espoirs
  - 3e du championnat de Belgique du contre-la-montre
  - 6e du championnat du monde sur route espoirs
- 2024
  - 2e du championnat de Belgique du contre-la-montre
  - 9e du championnat d'Europe du contre-la-montre espoirs
- 2025
  - 2e du championnat de Belgique du contre-la-montre
  - 3e du Baloise Ladies Tour

### Résultats sur les grands tours

#### Tour d'Italie
2 participations :
- 2023 : 61e
- 2024 : abandon (7e étape)

#### Tour d'Espagne
1 participation :
- 2025 : 88e

### Classements mondiaux
| Année                                 | 2022 | 2023 | 2024 |
| ------------------------------------- | ---- | ---- | ---- |
| Classement UCI                        | 334e | 159e | 172e |
| UCI World Tour                        | 334e | 229e | 235e |
|                                       |      |      |      |
| Légende : nc = non classéSource : UCI |      |      |      |

## Palmarès en BMX
- 2019
  -  Championne de Belgique